# Ksenia Moskvina
Ksenia Leonidovna Moskvina  (Russisch: Ксения Леонидовна Москвина) (Tsjeljabinsk, 29 mei 1989) is een Russische zwemster. Ze vertegenwoordigde haar vaderland op de Olympische Zomerspelen 2008 in Peking. Op de kortebaan is Moskvina houdster van het Europees record op de 100 meter rugslag.

## Carrière
Bij haar internationale debuut, op de wereldkampioenschappen kortebaanzwemmen 2008 in Manchester, werd Moskvina uitgeschakeld in de halve finales van de 50 en de 100 meter rugslag en in de series van de 200 meter rugslag. Samen met Joelia Jefimova, Darja Beljakina en Kira Volodina eindigde ze als vijfde op de 4x100 meter wisselslag. Tijdens de Olympische Zomerspelen van 2008 in Peking strandde de Russin in de halve finales van de 100 meter rugslag. In de series van de 4x100 meter wisselslag zwom ze samen met Joelia Jefimova, Natalja Soetjagina en Anastasia Aksenova, in de finale werd ze vervangen door Anastasia Zoejeva die samen met de andere drie zwemsters op de vijfde plaats eindigde. In Rijeka nam Moskvina deel aan de Europese kampioenschappen kortebaanzwemmen 2008, op dit toernooi werd ze uitgeschakeld in de series van de 50, 100 en 200 meter rugslag. Op de 4x50 meter wisselslag eindigde ze samen met Valentina Artemjeva, Darja Beljakina en Anastasia Aksenova op de vijfde plaats. 
Op de Europese kampioenschappen kortebaanzwemmen 2009 in Istanboel veroverde de Russin de Europese titel op de 100 meter rugslag en de bronzen medaille op de 50 meter rugslag, op de 200 meter rugslag eindigde ze op de vierde plaats. Samen met Darja Dejeva, Olga Kljoetsjnikova en Svetlana Fedoelova sleepte ze de bronzen medaille in de wacht op de 4x50 meter wisselslag.
Tijdens de Europese kampioenschappen kortebaanzwemmen 2010 in Eindhoven eindigde Moskvina als vijfde op de 100 meter rugslag, daarnaast strandde ze in de halve finales van de 50 meter rugslag en in de series van de 200 meter rugslag. Op de 4x50 meter wisselslag eindigde ze samen met Valentina Artemjeva, Olga Kljoetsjnikova en Anastasia Aksenova op de vierde plaats. In Dubai nam de Russin deel aan de wereldkampioenschappen kortebaanzwemmen 2010, op dit toernooi werd ze uitgeschakeld in de halve finales van de 100 meter rugslag en in de series van de 50 meter rugslag. Samen met Darja Dejeva, Svetlana Fedoelova en Margarita Nesterova zwom ze in de series van de 4x100 meter wisselslag, in de finale eindigde Nesterova samen met Anastasia Zoejeva, Joelia Jefimova en Veronika Popova op de vierde plaats.
Op de wereldkampioenschappen zwemmen 2011 in Shanghai strandde Moskvina in de halve finales van de 50 meter rugslag en in de series van de 100 meter rugslag. Tijdens de Europese kampioenschappen kortebaanzwemmen 2011 in Szczecin eindigde de Russin als tiende op de 100 meter rugslag, op de 50 meter rugslag werd ze uitgeschakeld in de series. Op de 4x50 meter wisselslag zwom ze samen met Darja Dejeva, Irina Bespalova en Viktoria Andrejeva in de series, in de finale legde Bespalova samen met Anastasia Zoejeva, Valentina Artemjeva en Margarita Nesterova beslag op de zilveren medaille. Voor haar aandeel in de series werd ze beloond met de zilveren medaille.

## Internationale toernooien
| Jaar | Olympische Spelen                                                   | WK langebaan                     | WK kortebaan                                                                        | EK langebaan  | EK kortebaan                                                                          |
| ---- | ------------------------------------------------------------------- | -------------------------------- | ----------------------------------------------------------------------------------- | ------------- | ------------------------------------------------------------------------------------- |
| 2008 | 14e 100m rugslag 5e 4x100m wisselslag Moskvina zwom enkel de series |                                  | 12e 50m rugslag 11e 100m rugslag 9e 200m rugslag 5e 4x100m wisselslag               | geen deelname | 9e 50m rugslag 18e 100m rugslag 15e 200m rugslag 5e 4x50m wisselslag                  |
| 2009 |                                                                     | geen deelname                    |                                                                                     |               | 50m rugslag · 100m rugslag · 4e 200m rugslag · 4x50m wisselslag                       |
| 2010 |                                                                     |                                  | 22e 50m rugslag 14e 100m rugslag 4e 4x100m wisselslag Moskvina zwom enkel de series | geen deelname | 11e 50m rugslag 5e 100m rugslag 16e 200m rugslag 4e 4x50m wisselslag                  |
| 2011 |                                                                     | 13e 50m rugslag 19e 100m rugslag |                                                                                     |               | 21e 50m rugslag · 10e 100m rugslag · 4x50m wisselslag · Moskvina zwom enkel de series |

## Persoonlijke records
Bijgewerkt tot en met 12 december 2009

### Kortebaan
| Afstand      | Tijd    | Datum            | Plaats          |
| ------------ | ------- | ---------------- | --------------- |
| 50m rugslag  | 26,38   | 12 december 2009 | Istanboel       |
| 100m rugslag | 56,36   | 11 december 2009 | Istanboel       |
| 200m rugslag | 2.02,89 | 19 december 2009 | Sint-Petersburg |

### Langebaan
| Afstand      | Tijd    | Datum            | Plaats   |
| ------------ | ------- | ---------------- | -------- |
| 50m rugslag  | 28,71   | 27 juli 2011     | Shanghai |
| 100m rugslag | 1.00,70 | 10 augustus 2009 | Peking   |
| 200m rugslag | 2.10,42 | 8 juni 2008      | Moskou   |